# راني تشاترغي
راني تشاترغي (بالهندية: रानी चटर्जी؛ بالإنجليزية: Rani Chatterjee) هي ممثلة هندية، ولدت في 3 نوفمبر 1984 في مومباي في الهند.

## وصلات خارجية
- راني تشاترغي على موقع IMDb (الإنجليزية)
- راني تشاترغي على موقع قاعدة بيانات الفيلم (الإنجليزية)
- راني تشاترغي على موقع كينوبويسك (الروسية)